# The Front Page
|  | Aquest article tracta sobre la pel·lícula de 1974. Vegeu-ne altres significats a «Primera plana». |

The Front Page és una pel·lícula estatunidenca estrenada el 1974, dirigida per Billy Wilder i protagonitzada per Jack Lemmon i Walter Matthau com a periodista i editor d'un diari del Chicago de 1920. La pel·lícula és la tercera adaptació de The Front Page, de Ben Hecht i Charles MacArthur. Uns altres llargmetratges basats en l'obra han estat Primera plana (1931), His Girl Friday (1940) i Interferències (Switching Channels, 1988).

## Argument
És la nit que un assassí declarat culpable, Earl Williams, ha de ser penjat, i periodistes a la sala de premsa de l'Edifici de Sales Penals de Chicago, s'estan preparant per presenciar l'esdeveniment. Hildy Johnson, un periodista d'estrella de l'Examiner, arriba tard, i només per dir adéu als seus col·legues. Se n'està anant de permís per casar-se amb la seva xicota, Peggy Grant, i aconseguir una feina més respectable. El seu editor, Walter Burns, no vol veure Hildy deixar el diari, i maquina maneres d'utilitzar la situació i mantenir Hildy al diari.

## Repartiment
- Jack Lemmon: Hildebrand "Hildy" Johnson
- Walter Matthau: Walter Burns
- Susan Sarandon: Peggy Grant
- Vincent Gardenia: "Honest Pete" Hartman
- David Wayne: Roy Bensinger, del Tribune
- Allen Garfield: Kruger
- Austin Pendleton: Earl Williams
- Carol Burnett: Molly Malloy
- Charles Durning: Murphy
- Herb Edelman: Schwartz
- Martin Gabel: Dr. Max J. Eggelhofer
- Harold Gould: The Mayor/Herbie/Green Hornet
- John Furlong: Duffy
- Jon Korkes: Rudy Keppler
- Cliff Osmond: Oficial Jacobi

## Nominacions
- Globus d'Or a la millor pel·lícula musical o còmica